# روبن شيروود
روبن شيروود (بالإنجليزية: Robin Sherwood)‏ هي عارضة وممثلة أمريكية، ولدت في 24 يناير 1952 في ميامي بيتش في الولايات المتحدة.

## وصلات خارجية
- روبن شيروود على موقع IMDb (الإنجليزية)
- روبن شيروود على موقع روتن توميتوز (الإنجليزية)
- روبن شيروود على موقع أول موفي (الإنجليزية)
- روبن شيروود على موقع قاعدة بيانات الفيلم (الإنجليزية)